# Полдень (премия)
Премия «Полдень» — ежегодная литературная премия, учреждённая в 2006 году редакцией альманаха «Полдень, XXI век» и издательским домом «Вокруг света». 

## История
Первое вручение состоялось 6 мая 2006 г. С момента учреждения и до 2012 года премия вручалась авторам альманаха «Полдень, XXI век», и номинаций было две: «проза» и «критика и публицистика». С 2016 года, после перерыва, премия вручается за публикации в альманахе «Полдень», а с 2017 номинация прозы разделена на «среднюю» и «малую» формы. В 2023 году лист наминантов премии «Полдень» попали несколько рассказов из журнала «Мир фантастики» спецвыпуска «Советская фантастика».
Литературная премия «Полдень» присуждается за лучшее произведение, опубликованное в альманахе в минувшем году. Награждается только произведение, поэтому один и тот же писатель может становиться лауреатом премии неоднократно.
Вручение проходит на конвенте «Интерпресскон».

## Лауреаты премии

### Номинация «Художественная проза»
- 2006 — Дмитрий Быков «Эвакуатор»
- 2007 — Александр Щёголев «Хозяин»
- 2008 — Андрей Саломатов «Боец „железного миллиарда“»
- 2009 — Алексей Лукьянов «Глубокое бурение»
- 2010 — Сергей Синякин «Младенцы Медника»
- 2011 — Михаил Шевляков «Вниз по кроличьей норе», Александр Щеголев «Песочница»
- 2012 — Александр Житинский «Плывун»
- 2016 — Андрей Мансуров, «Доступная женщина»
- 2017 — Шлифовальщик, «Опции» (средняя форма); Юлия Зонис, «Семя быстрого человека» (малая форма)
- 2018 — Марианна Алферова, «Восемьдесят четвёртый 2.0» (средняя форма); Евгений Лукин, «Подсознательная история» (малая форма)
- 2019 — Михаил Савеличев, «Я, Братская ГЭС…» (средняя форма); Кусчуй Непома, «Пианино» (малая форма)
- 2021 — Константин Шабалдин, «Мирные гады будней» (средняя форма)
- 2024 — Константин Шабалдин, «Озеро мёртвых слухов» (средняя форма)

### Номинация «Критика и публицистика»
- 2006 — Алан Кубатиев «Что дали ему Византии орлы золотые?..»
- 2007 — Святослав Логинов «Сослагательное наклонение»
- 2008 — Геннадий Прашкевич «История русской фантастики»
- 2009 — Александр Мелихов «И жизнь, и слёзы… и фантастика?»
- 2010 — Евгений Лукин «Недоразумения длиною в двадцать лет»
- 2011 — Борис Стругацкий, Марианна Алфёрова «Невесёлые разговоры о невозможном»
- 2012 — Павел Амнуэль «Мудрость против разума»
- 2016 — Антон Первушин, «„Лунная радуга“ и моральный закон»
- 2017 — Владимир Моисеев, «Утопии и антиутопии»
- 2018 — Михаил Шавшин, «Перекрестки мысли»
- 2019 — Владимир Ларионов, «Георгий Мартынов: „Счастье в настоящем“»